# Jews and Chinese food
Jews and Chinese food es el 102do episodio de la serie de televisión estadounidense Gilmore Girls.

## Resumen del episodio
Aún algo dolida por su reciente ruptura con Luke(el muy triste y desolado), Lorelai descubre que éste ha retirado el bote de su padre del garaje de su casa y lo ha colocado en la vía pública. En Yale, Rory se reencuentra después de mucho tiempo con su amigo Marty, y le propone para pasar la tarde del sábado viendo películas de los hermanos Marx. Sin embargo, ella no cuenta con la llegada de Logan, quien le propone para salir a comer afuera, y también su invitación está dirigida hacia Marty. Pero pese a que Rory, Logan y todas sus amistades lo pasan bien, quien no disfruta mucho de la salida es Marty. Y además, a la hora de pagar, éste se sorprende que no le va a alcanzar el dinero, así que Rory le presta para que pueda pagar su parte de la cena. Al volver a su dormitorio, Rory se ve sorprendida cuando Marty le confiesa que está enamorado de ella, pero ella le responde que ama a Logan. Mientras tanto, en la escuela de Stars Hollow, los niños realizarán una obra de teatro, y cuando Luke se entera de que Lorelai se encargará de hacer los disfraces, decide colaborar en la construcción del escenario, para así poder estar más cerca de ella.

## Curiosidades
- Puede verse que la camioneta de Sookie tiene una placa de Nueva York, cuando se supone que Stars Hollow esté en Connecticut.

- Datos: Q5930898